# Амиров, Наиль Хабибуллович
Наиль Хабибуллович Ами́ров (род. 5 апреля 1939, гор. Казань, СССР) — советский и российский медик, ректор Казанского государственного медицинского университета в 1989—2009 годах, академик РАМН (2004), заслуженный деятель науки РТ и РФ, лауреат Государственной премии Республики Татарстан в области науки и техники, заведующий кафедрой гигиены, медицины труда.

## Биография
Родился в семье доцента кафедры анатомии Амирова Хабибуллы Нурмухаметовича 5 апреля 1939 года в городе Казани.
В 1956 году поступил на педиатрический факультет КГМИ, после окончания которого в 1962 году работал педиатром в Зуевской районной больнице Кировской области.
В 1964 году поступил в аспирантуру на кафедре гигиены труда КГМИ.
В апреле 1967 досрочно защитил диссертацию по теме: «Изучение некоторых показателей нервной системы у лиц работающих в условиях отсутствия освещенности» (руководитель — профессор Камчатнов). Данное исследование позволило обосновать и внедрить сокращенный рабочий день для лиц, работающих в полной темноте (производство фото- и киноматериалов). В июле того же года ему выписывается диплом кандидата медицинских наук.
Затем он работает в должности ассистента той же кафедры. В 1972 году Амиров по конкурсу замещает вакантную должность доцента по кафедре гигиены труда и профзаболеваний, становится заместителем декана санитарно-гигиенического факультета. В январе 1974 года, имея к тому времени 17 опубликованных научных работ, Учёным Советом института он единогласно утверждается в ученом звании доцента, а в сентябре того же года ВАК выписывает ему аттестат доцента по кафедре «Гигиены труда и профзаболеваний».
С ноября 1977 по ноябрь 1978 года Наиль Хабибуллович переводится на должность старшего научного сотрудника ЦНИЛ, сосредотачивая свои усилия на решении научных проблем.
В августе 1981 года он участвует в конкурсе на замещение вакантной должности заведующего кафедрой гигиены труда. Учёный Совет КГМИ 25 сентября 1981 года единогласно избирает его заведующим этой кафедры.
Его докторская диссертация «Гигиена труда руководителей и инженерно-технических работников промышленных предприятий» (1983 год, под руководством академика Измерова), частично выполненная в лабораториях Института гигиены труда РАМН, стала первым в отечественной гигиене комплексным исследованием по проблемам состояния и охраны здоровья промышленной элиты. Разработанный в ходе многочисленных полевых эргономических исследований комплекс гигиенических, лечебно-профилактических и организационных мероприятий по охране здоровья различных категорий руководителей показал высокую эффективность и нашёл отражение в ряде методических рекомендаций МЗ РФ.
Решением Высшей аттестационной комиссии при Совете Министров СССР 22 июня 1984 года Амирову Наилю Хабибулловичу присуждается ученая степень доктора медицинских наук, а 22 марта 1985 — присваивается ученое звание профессора по кафедре гигиены труда.
22 января 1988 года он избирается заведующим реорганизованной кафедрой гигиены труда, профболезней и гигиены детей и подростков. К этому времени у него опубликовано почти 100 научных трудов в центральной и местной печати, в зарубежных изданиях.
В период с 1984 по 1989 годы работал проректором КГМИ по учебной работе.
27 февраля 1989 года на альтернативной основе профессор Наиль Хабибуллович Амиров избран тайным голосованием членов расширенного Ученого Совета ректором Казанского медицинского института.
Наиль Хабибуллович прошёл стажировку в городе Киль (Германия) в 1991 году по менеджменту и страховой медицине, обучался в Российской академии управления по программе стратегии здоровья и развития здравоохранения в России. Дважды по гранту международного сотрудничества и образования в медицине повышал квалификацию в США в области здравоохранения и высшего медицинского образования.
Вся его научная и административная деятельность связана с КГМУ и его гигиенической школой. Ученик профессора Камчатнова и академика Измерова. На сегодняшний день он является автором более 200 научных работ, в том числе 4 монографий и 25 методических рекомендаций.
Амировым сформирована научная школа, определившая самостоятельный методический подход к решению целого ряда проблем медицины труда и промышленной экологии. В серии работ, посвященных профилактике заболеваний среди пользователей видеодисплейных терминалов, показано, что субъективный дискомфорт у них связан с изменениями в нервных центрах, ответственных за вегетативную регуляцию функций организма, с неблагоприятными особенностями микроклимата рабочих мест. За этот комплекс исследований его ученица Л. М. Фатхудинова была удостоена премии Европейской академии для молодых учёных (1977), а сам проект указанных исследований поддержан в виде гранта Российским гуманитарным науным фондом (1998).
В 90-е годы под руководством нашего ректора начали проводиться фундаментальные исследования по оценке потенциальной канцерогенной и мутагенной опасности различных производств. Эти изыскания обобщены в докторской диссертации его ученицы доцента Ситдиковой и поддержаны МЗ РТ, став основой республиканской программы «Экологические проблемы канцерогенной производственной опасности».
В сферу научных интересов Амирова входят вопросы гигиены труда в отдельных отраслях промышленности. В частности, им и его учениками ведутся активные научные изыскания по изучению влияния производственных факторов на работоспособность, утомляемость, психоэмоциональный статус, заболеваемость авторемонтных рабочих, водителей автотранспорта.
Под руководством Наиля Хабибулловича подготовлены и защищены 9 докторских и 25 кандидатских диссертаций. Его ученики: профессора А. Х. Яруллин, К. К. Яхин, Р. Я. Хамитова, А. Б. Галлямов — возглавили кафедры и самостоятельные курсы КГМУ.
Будучи крупным специалистом в области медицины труда и организации высшего медицинского образования, Наиль Хабибуллович Амиров много времени уделяет общественной деятельности. Под его руководством Казанский мединститут получил статус университета (1994), стал многопрофильным и многоуровневым высшим учебным заведением: образованы новые факультеты (социальной работы, менеджмента и высшего сестринского образования), введена заочная форма обучения по специальностям «фармация» и «сестринское дело». На базе научной библиотеки организован выход в Интернет. Установлены прочные, долговременные связи с научно-исследовательскими лабораториями Западной Европы и США. Высокий рейтинг КГМУ среди 66 медицинских ВУЗов России (в первой десятке) привлекает к нему не только российских абитуриентов, но и из-за рубежа.
Амиров — участник многих международных, российских и региональных научных съездов, симпозиумов, конференций по проблемам физиологии и гигиены труда. Председатель ученого совета по защите докторских и кандидатских диссертаций по специальностям «гигиена», «социальная гигиена», «стоматология», член правления Всероссийского общества гигиенистов, член редакционных коллегий и советов журналов «Медицина труда и промышленная экология», «Казанский медицинский журнал», «Научные новости», «Неврологический вестник».
В 1994 году его избирают членом-корреспондентом Российской академии медицинских наук, в 2004 году — академиком РАМН. Удостоен почетных званий заслуженного деятеля науки РТ (1992) и РФ (1999), лауреата Государственной премии РТ в области науки и техники (1999).

## Основные жизненные этапы
- 05.04.1939 День рождения Амирова Наиля Хабибулловича;
- 1956—1962 Обучение в КГМИ;
- 1962—1964 Работа в Зуевской районной больнице Кировской области врчам-педиатром;
- 1964—1967 Аспирант на кафедре гигиены труда КГМИ;
- 1967—1972 Ассистент кафедры гигиены труда КГМИ;
- 1974 Доцент по кафедре «Гигиены труда и профзаболеваний»;
- 1977—1978 Старший научный сотрудник ЦНИЛ;
- 25.09.1981 Избран Учёным Советом КГМИ заведующим кафедрой гигиены труда;
- 1983 Защита докторской диссертации;
- 22.06.1984 Присуждена ученая степень доктора медицинских наук;
- 22.03.1985 Присваивается ученое звание профессора по кафедре гигиены труда;
- 22.01.1988 Избирается зав. кафедрой гигиены труда, профболезней и гигиены детей и подростков;
- 1984—1989 Проректор КГМИ по учебной работе;
- 27.02.1989 ректор Казанского медицинского института;
- 1994 Член-корреспондент РАМН;
- 2004 Академик РАМН;
- 1992 Заслуженный деятель науки РТ;
- 1999 Заслуженный деятель науки РФ;
- 1999 Лауреат Государственной премии Республики Татарстан в области науки и техники